# Elecciones presidenciales de Serbia de 2017
Las elecciones presidenciales se celebraron en Serbia el 2 de abril de 2017 las undécimas desde que se introdujo el cargo de presidente en 1990. El presidente Tomislav Nikolić podía presentarse a la reelección para un segundo mandato de cinco años, pero optó por no hacerlo. El primer ministro Aleksandar Vučić fue elegido presidente en la primera ronda.
La elección se vio empañada por acusaciones de intimidación a los votantes y un dominio casi total de los medios de comunicación serbios por parte de Vučić y el Partido Progresista Serbio (SNS). Tras el anuncio de los resultados, se realizaron protestas en toda Serbia contra la victoria de Vučić. La OSCE ha anunciado que hay informes de presión sobre los empleados de las instituciones estatales y afiliadas al estado para que apoyen a Vučić y que estos obtengan, en consecuencia, el apoyo de empleados subordinados, familiares y amigos.
El informe de la OSCE señaló que la renuencia general de los medios de comunicación a informar críticamente o desafiar a las autoridades gubernamentales redujo significativamente la cantidad de información imparcial disponible para los votantes, que todos los canales de televisión nacionales privados mostraban un trato preferencial hacia Vučić en sus programas de noticias, y que se utilizaron recursos públicos en apoyo de Vučić, incluidos endosos y artículos favorables en material de información municipal.  La Comisión Europea declaró en su informe Serbia 2018 que el Organismo Regulador de Medios Electrónicos no había abordado los desequilibrios en la cobertura de los medios durante la campaña presidencial. Associated Press y Reporteros Sin Fronteras informaron que Aleksandar Vučić, el candidato de la coalición gobernante, tenía diez veces más tiempo de transmisión en las emisoras nacionales que todos los demás candidatos juntos y que los principales medios de comunicación bajo el control de Vučić han estado demonizando a la mayoría de los candidatos presidenciales de la oposición, sin dándoles la oportunidad de responder. Esta práctica fue diferente en comparación con las elecciones anteriores, cuando los dos candidatos principales tenían aproximadamente la misma cobertura mediática. Las organizaciones no gubernamentales involucradas en la observación electoral, el CRTA y la Oficina de Investigación Social, enfatizaron que la presencia de Aleksandar Vučić en los periódicos y los medios electrónicos durante la campaña presidencial fue desproporcionada, y agregaron que los medios han perdido su papel crítico y que se han convertido en un medio de propaganda política del gobierno.

## Sistema electoral
El presidente de Serbia es elegido por un período de cinco años utilizando el sistema de dos rondas . Está previsto que el mandato del presidente en ejercicio finalice el 31 de mayo.

## Candidatos
La Comisión Electoral de Serbia confirmó a once candidatos. El número de candidatos se decidió mediante un sorteo aleatorio el 17 de marzo.
| Candidato | Candidato          | Partido       | Firmas recolectadas |
| --------- | ------------------ | ------------- | ------------------- |
| 1         | Saša Janković      | Independiente | 17,134              |
| 2         | Vuk Jeremić        | Independiente | 14,360              |
| 3         | Miroslav Parović   | NSP           | 10.390              |
| 4         | Saša Radulović     | DJB           | 10,579              |
| 5         | Luka Maksimović    | Independiente | 12,270              |
| 6         | Aleksandar Vučić   | SNS           | 56,516              |
| 7         | Boško Obradović    | Dveri         | 11,212              |
| 8         | Vojislav Šešelj    | SRS           | 12,970              |
| 9         | Aleksandar Popović | DSS           | 10,504              |
| 10        | Milan Stamatović   | Independiente | 12,027              |
| 11        | Nenad Čanak        | LSV           | 11,004              |

## Encuestas de opinión
| Fecha                                                          | Encuestadora                                                  | Vučić SNS* | Janković Ind. | Šešelj SRS | Jeremić Ind. | Obradović Dveri | Maksimović Ind. | Popović DSS | Stamatović Ind. | Parović NSP | Čanak LSV | Radulović DJB | Ventaja |     |     |      |
| -------------------------------------------------------------- | ------------------------------------------------------------- | ---------- | ------------- | ---------- | ------------ | --------------- | --------------- | ----------- | --------------- | ----------- | --------- | ------------- | ------- | --- | --- | ---- |
| Fecha                                                          | Encuestadora                                                  | 30 Mar     | NSPM          | 52.8       | 12.1         | 7.4             | 9.4             | 3.0         | 8.6             | 1.3         | 0.7       | 0.4           | Ventaja | 1.3 | 3.0 | 40.7 |
| 30 Mar                                                         | Ipsos                                                         | 54.3       | 12.8          | 6.5        | 6.8          | 3.2             | 9.5             | -           | -               | -           | 1.1       | 1.8           | 41.5    |     |     |      |
| 29 Mar                                                         | Demostat Archivado el 29 de marzo de 2017 en Wayback Machine. | 56.2       | 8.9           | 8.8        | 9.3          | <3.0            | 9.5             | <3.0        | <3.0            | <3.0        | <3.0      | <3.0          | 46.7    |     |     |      |
| 25 Mar                                                         | Faktor Plus                                                   | 53.3       | 15.1          | 5.5        | 8.6          | 2.8             | 7.5             | <3.0        | 2.0             | <3.0        | <3.0      | <3.0          | 38.2    |     |     |      |
| 23 Mar                                                         | CeSID                                                         | 53.0       | 14.0          | 10.0       | 12.0         | -               | 5.0             | -           | -               | -           | -         | -             | 39.0    |     |     |      |
| 22 Mar                                                         | Ninamedia                                                     | 50.0       | 12.5          | 7.1        | 7.2          | <5.0            | 11.9            | <5.0        | <5.0            | <5.0        | <5.0      | <5.0          | 37.5    |     |     |      |
| 18 Mar                                                         | Ipsos                                                         | 53.0       | 10.6          | 8.7        | 6.9          | 3.5             | 11.0            | 1.1         | 1.5             | 0.3         | 1.7       | 1.7           | 42.0    |     |     |      |
| 17 Mar                                                         | Demostat                                                      | 57.0       | 11.0          | 8.0        | 9.0          | 3.0             | 3.0             | <3.0        | <3.0            | <3.0        | <3.0      | <3.0          | 46.0    |     |     |      |
| 16 Mar                                                         | NSPM                                                          | 54.9       | 10.8          | 7.0        | 11.1         | 3.3             | 7.9             | 0.9         | 0.7             | 0.4         | 1.0       | 2.1           | 43.8    |     |     |      |
| 7 Mar                                                          | Faktor Plus                                                   | 53.1       | 14.5          | 11.0       | 11.1         | 3.9             | -               | -           | 2.0             | -           | <2.0      | 2.4           | 38.6    |     |     |      |
| 28 Feb                                                         | Ipsos                                                         | 52.3       | 13.9          | 11.0       | 13.3         | 3.7             | -               | 0.8         | 0.8             | -           | 1.7       | -             | 38.4    |     |     |      |
| Resultados                                                     | Resultados                                                    | 55.06      | 16.35         | 4.48       | 5.65         | 2.28            | 9.42            | 1.04        | 1.15            | 0.32        | 1.12      | 1.41          | 38.74   |     |     |      |
| * También nomina : SPS, SDPS, JS, PUPS, PS, SPO, PSS - BK, SVM |                                                               |            |               |            |              |                 |                 |             |                 |             |           |               |         |     |     |      |

### Demografía de votantes
Una encuesta de opinión pública, realizada por CeSID mostró que proporciones significativas de partidarios de Vučić, el candidato de la coalición gobernante, estaban compuestos por pensionistas (41%) y que la gran mayoría (63%) tenía un título de educación secundaria, mientras que el 21% no completó la escuela secundaria. La edad promedio de sus seguidores fue de 55 años. 
El segundo candidato más popular, Janković, tenía un poco más de mujeres entre sus votantes potenciales, que tenían en promedio 45 años. La gran mayoría de sus seguidores (59%) había completado la educación superior. Además, contó con el apoyo de la mayoría de los votantes de la diáspora.

## Conducta
La elección se vio empañada por acusaciones de intimidación a los votantes y un dominio casi total de los medios de comunicación serbios por parte de Vučić y su partido. Tras el anuncio de los resultados, se realizaron protestas en toda Serbia contra la victoria de Vučić. Hubo varios problemas. Primero, la campaña electoral fue corta, cumpliendo con el requisito mínimo de 30 días, a pesar de que se trataba de elecciones regulares . Además, hasta el último día no estaba claro si solo habría elecciones parlamentarias o elecciones al parlamento de la Ciudad de Belgrado que obstaculizarían las estrategias electorales de los candidatos de la oposición. Además, la mayoría gobernante tomó la decisión de disolver el parlamento durante la campaña, lo que no fue justificado y perjudicó gravemente la visibilidad de la oposición.
También hubo problemas con registros electorales imperfectos que fueron similares a los de elecciones anteriores. También surgió controversia sobre el financiamiento de campañas electorales. Periodistas de investigación independientes informaron que hasta 6879 donantes individuales han proporcionado a la campaña de Aleksandar Vučić exactamente 40.000 RSD cada uno, que es la cantidad máxima que puede contribuir una persona.
La OSCE ha anunciado que hay informes de presión sobre los empleados de las instituciones estatales y afiliadas al estado para que apoyen a Vučić y obtengan, en cascada, el apoyo de empleados subordinados, familiares y amigos.
El 3 de abril de 2017, la Comisión Electoral anunció que los resultados de las elecciones de dos colegios electorales en Bačka Palanka y Zrenjanin serían anulados y seguidos de una votación repetida en esos colegios el 11 de abril. Esto se debió a informes de fraude electoral . Al día siguiente, se anularon los resultados de las elecciones en otros seis municipios y también se programaron nuevas elecciones para el 11 de abril. La repetición de la votación en los ocho municipios no pudo cambiar el resultado de las elecciones, ya que solo había 9,851 votantes que eran elegibles para votar,  menos que el margen de victoria de Vučić.
En Novi Pazar, donde Vučić registró el 74,43% de los votos, Sead Biberović de la ONG con sede en Novi Pazar llamada "Urban-IN" afirmó que se cometieron "delitos graves en varios colegios electorales" y que "algunas personas salieron a la estación, donde amenazaron, utilizaron rescates y mintieron ". Rešad Hodžić, que era el representante de campaña de Saša Janković en Novi Pazar, afirmó que "se prepararon 30.000 listas en los baúles de los coches que circulaban entre los lugares de votación, en un intento de arrojarlas a las urnas". Dijo que los trabajadores de la campaña de Janković hicieron todo lo que pudieron para detener el fraude electoral, y agregó:
El 3 de abril, tras el anuncio de la victoria de Vučić, se formó una protesta estudiantil frente a la Asamblea Nacional Serbia, a la que, según Danas, asistieron más de 10.000 personas. Las protestas tras el anuncio de los resultados de las elecciones surgieron en 15 ciudades de Serbia.

### Libertad de prensa
Associated Press y Reporteros sin Fronteras informaron que Aleksandar Vučić, el candidato de la coalición gobernante, tenía diez veces más tiempo de transmisión en las emisoras nacionales que todos los demás candidatos juntos y que los principales medios de comunicación bajo el control de Vučić han estado demonizando a la mayoría de los candidatos presidenciales de la oposición, sin dándoles la oportunidad de responder. Esta práctica fue diferente en comparación con las elecciones anteriores, cuando los dos candidatos principales tenían aproximadamente la misma cobertura mediática. Las organizaciones no gubernamentales involucradas en la observación electoral, el CRTA y la Oficina de Investigación Social, enfatizaron que la presencia de Aleksandar Vučić en los periódicos y los medios electrónicos durante la campaña presidencial fue desproporcionada, y agregaron que los medios han perdido su papel crítico y que se han convertido en un medio de propaganda política.
El informe de la OSCE señaló que la renuencia general de los medios de comunicación a informar críticamente o desafiar a las autoridades gubernamentales redujo significativamente la cantidad de información imparcial disponible para los votantes, que todos los canales de televisión nacionales privados mostraban un trato preferencial hacia Vučić en sus programas de noticias, y que se utilizaron recursos públicos en apoyo de Vučić, incluidos endosos y artículos favorables en material de información municipal.  La Comisión Europea declaró en su informe Serbia 2018 que el Organismo Regulador de Medios Electrónicos no había abordado los desequilibrios en la cobertura de los medios durante la campaña presidencial.
Un día antes del comienzo del silencio electoral, siete periódicos importantes cubrieron todas sus portadas con anuncios de Vučić. Slaviša Lekić, presidente de la Asociación de Periodistas Independientes de Serbia dijo "Con esto, Aleksandar Vučić demostró claramente que puede controlar todo en este país". Vučić fue objeto de críticas y sátira por la aparición de un programa en Happy TV en los últimos días de la campaña, con invitados incluidos sus padres, en el que ofreció asistencia frente a la cámara a un hombre que supuestamente se desmayó.

## Resultados
Como Vučić recibió más del 50% de los votos en la primera ronda, no se llevó a cabo una segunda ronda.
| Candidato                            | Candidato                            | Partido                               | Votos     | %     |
| ------------------------------------ | ------------------------------------ | ------------------------------------- | --------- | ----- |
|                                      | Aleksandar Vučić                     | Partido Progresista Serbio            | 2,012,788 | 55.06 |
|                                      | Saša Janković                        | Independiente                         | 597,728   | 16.35 |
|                                      | Luka Maksimović                      | Independiente (Sarmu prob'o nisi)     | 344,498   | 9.42  |
|                                      | Vuk Jeremić                          | Independiente                         | 206,676   | 5,65  |
|                                      | Vojislav Šešelj                      | Partido Radical Serbio                | 163,802   | 4.48  |
|                                      | Boško Obradović                      | Movimiento Dveri                      | 83,523    | 2,28  |
|                                      | Saša Radulović                       | Suficiente es suficiente              | 51.651    | 1,41  |
|                                      | Milán Stamatović                     | Independiente                         | 42.193    | 1,15  |
|                                      | Nenad Čanak                          | Liga de Socialdemócratas de Vojvodina | 41.070    | 1.12  |
|                                      | Aleksandar Popović                   | Partido Democrático de Serbia         | 38.167    | 1.04  |
|                                      | Miroslav Parović                     | Movimiento de Libertad Nacional       | 11,540    | 0,32  |
| Votos nulos / en blanco              | Votos nulos / en blanco              | Votos nulos / en blanco               | 61,729    | 1,69  |
| Total                                | Total                                | Total                                 | 3.655.365 | 100   |
| Votantes registrados / participación | Votantes registrados / participación | Votantes registrados / participación  | 6.724.949 | 54,36 |
| Fuente: RIK                          |                                      |                                       |           |       |